# Gran Premio motociclistico di Gran Bretagna 1990
Il Gran Premio motociclistico di Gran Bretagna 1990 fu l'undicesima gara del Motomondiale 1990. Si disputò il 5 agosto 1990 sul circuito di Donington Park e vide le vittorie di Kevin Schwantz nella classe 500, di Luca Cadalora nella classe 250 e di Loris Capirossi nella classe 125. Tra i sidecar si è imposto l'equipaggio Egbert Streuer/Geral de Haas.

## Classe 500
Podio composto da soli piloti statunitensi: Kevin Schwantz ha preceduto Wayne Rainey e Eddie Lawson. In classifica generale Rainey mantiene 27 punti di vantaggio su Schwantz.

### Arrivati al traguardo
| Pos. | Pilota               | Moto   | Tempo     | Griglia | Punti |
| ---- | -------------------- | ------ | --------- | ------- | ----- |
| 1    | Kevin Schwantz       | Suzuki | 47.15.770 | 2       | 20    |
| 2    | Wayne Rainey         | Yamaha | 47.17.908 | 3       | 17    |
| 3    | Eddie Lawson         | Yamaha | 47.25.206 | 4       | 15    |
| 4    | Michael Doohan       | Honda  | 47.56.153 | 7       | 13    |
| 5    | Niall Mackenzie      | Suzuki | 48.15.378 | 5       | 11    |
| 6    | Randy Mamola         | Cagiva | 48.23.420 | 9       | 10    |
| 7    | Juan Garriga         | Yamaha | 48.37.156 | 6       | 9     |
| 8    | Christian Sarron     | Yamaha | 48.38.454 | 8       | 8     |
| 9    | Jean-Philippe Ruggia | Yamaha | 48.42.155 | 10      | 7     |
| 10   | Ron Haslam           | Cagiva | 48.51.319 | 12      | 6     |
| 11   | Alex Barros          | Cagiva | 48.51.811 | 13      | 5     |
| 12   | Eddie Laycock        | Honda  | 2 giri    | 16      | 4     |
| 13   | Marco Papa           | Honda  | 2 giri    | 15      | 3     |
| 14   | Andreas Leuthe       | Honda  | 2 giri    | 18      | 2     |
| 15   | Cees Doorakkers      | Honda  | 4 giri    | 17      | 1     |

### Ritirati
| Pilota        | Moto  | Motivo | Griglia |
| ------------- | ----- | ------ | ------- |
| Wayne Gardner | Honda |        | 1       |
| Carl Fogarty  | Honda |        | 11      |

### Non partito
| Pilota    | Moto  | Motivo | Griglia |
| --------- | ----- | ------ | ------- |
| Sito Pons | Honda |        | 14      |

## Classe 250
L'italiano Luca Cadalora ha ottenuto il terzo successo stagionale davanti al giapponese Masahiro Shimizu e al tedesco Helmut Bradl. In classifica generale, approfittando del ritiro del rivale John Kocinski, lo spagnolo Carlos Cardús lo scavalca in vetta e ha ora 4 punti di vantaggio.

### Arrivati al traguardo
| Pos. | Pilota             | Moto    | Tempo     | Griglia | Punti |
| ---- | ------------------ | ------- | --------- | ------- | ----- |
| 1    | Luca Cadalora      | Yamaha  | 42.39.173 | 3       | 20    |
| 2    | Masahiro Shimizu   | Honda   | 42.42.289 | 5       | 17    |
| 3    | Helmut Bradl       | Honda   | 42.47.258 | 4       | 15    |
| 4    | Dominique Sarron   | Honda   | 42.55.668 | 11      | 13    |
| 5    | Carlos Cardús      | Honda   | 43.00.351 | 2       | 11    |
| 6    | Jacques Cornu      | Honda   | 43.04.367 | 7       | 10    |
| 7    | Adrien Morillas    | Aprilia | 43.05.142 | 6       | 9     |
| 8    | Àlex Crivillé      | Yamaha  | 43.11.605 | 13      | 8     |
| 9    | Martin Wimmer      | Aprilia | 43.20.468 | 12      | 7     |
| 10   | Jochen Schmid      | Honda   | 43.20.618 | 17      | 6     |
| 11   | Didier de Radiguès | Aprilia | 43.21.189 | 16      | 5     |
| 12   | Harald Eckl        | Aprilia | 43.32.489 | 18      | 4     |
| 13   | Alan Carter        | Honda   | 43.40.801 | 29      | 3     |
| 14   | Paolo Casoli       | Yamaha  | 43.48.701 | 15      | 2     |
| 15   | Alberto Puig       | Yamaha  | 43.52.696 | 25      | 1     |
| 16   | Marcellino Lucchi  | Aprilia | 43.56.647 | 14      |       |
| 17   | Andreas Preining   | Aprilia | 44.01.595 | 20      |       |
| 18   | Bernard Haenggeli  | Aprilia | 44.04.190 | 26      |       |
| 19   | José Barresi       | Yamaha  | 1 giro    | 28      |       |
| 20   | Alberto Rota       | Aprilia | 1 giro    | 33      |       |
| 21   | Urs Jücker         | Yamaha  | 1 giro    | 30      |       |

### Ritirati
| Pilota           | Moto     | Motivo | Griglia |
| ---------------- | -------- | ------ | ------- |
| Wilco Zeelenberg | Honda    |        | 9       |
| John Kocinski    | Yamaha   |        | 1       |
| Renzo Colleoni   | Aprilia  |        | 22      |
| Bernd Kassner    | Honda    |        | 21      |
| Jean Foray       | Yamaha   |        | 35      |
| Loris Reggiani   | Aprilia  |        | 8       |
| Hans Becker      | Yamaha   |        | 27      |
| Jorge Martínez   | JJ Cobas |        | 24      |
| Andrea Borgonovo | Aprilia  |        | 19      |
| Rachel Nicotte   | Yamaha   |        | 34      |
| Kevin Mitchell   | Yamaha   |        | 23      |
| Erich Neumair    | Yamaha   |        | 31      |

### Non partiti
| Pilota           | Moto    | Motivo | Griglia |
| ---------------- | ------- | ------ | ------- |
| Carlos Lavado    | Aprilia |        | 10      |
| Alain Bronec     | Aprilia |        | 36      |
| Corrado Catalano | Aprilia |        | 32      |

## Classe 125
All'età di 17 anni e 123 giorni, l'italiano Loris Capirossi ottiene il nuovo record di più giovane vincitore di una gara del motomondiale; alle sue spalle nella gara l'altro italiano Doriano Romboni e l'olandese Hans Spaan. Oltre a ottenere la vittoria, Capirossi raggiunge anche la testa della classifica provvisoria davanti al tedesco Stefan Prein staccato di 4 punti.

### Arrivati al traguardo
| Pos. | Pilota            | Moto      | Tempo     | Griglia | Punti |
| ---- | ----------------- | --------- | --------- | ------- | ----- |
| 1    | Loris Capirossi   | Honda     | 42.13.640 | 3       | 20    |
| 2    | Doriano Romboni   | Honda     | 42.17.920 | 8       | 17    |
| 3    | Hans Spaan        | Honda     | 42.20.003 | 4       | 15    |
| 4    | Jorge Martínez    | JJ Cobas  | 42.27.551 | 2       | 13    |
| 5    | Stefan Prein      | Honda     | 42.30.144 | 1       | 11    |
| 6    | Maurizio Vitali   | Gazzaniga | 42.32.641 | 9       | 10    |
| 7    | Steve Patrickson  | Honda     | 42.39.558 | 11      | 9     |
| 8    | Fausto Gresini    | Honda     | 42.42.207 | 7       | 8     |
| 9    | Julián Miralles   | JJ Cobas  | 42.46.055 | 15      | 7     |
| 10   | Herri Torrontegui | Honda     | 42.49.810 | 28      | 6     |
| 11   | Robin Milton      | Honda     | 42.50.463 | 36      | 5     |
| 12   | Adi Stadler       | JJ Cobas  | 42.50.576 | 27      | 4     |
| 13   | Dirk Raudies      | Honda     | 42.50.729 | 13      | 3     |
| 14   | Hisashi Unemoto   | Honda     | 42.50.870 | 16      | 2     |
| 15   | Ralf Waldmann     | Rotax     | 42.56.327 | 23      | 1     |
| 16   | Johnny Wickström  | JJ Cobas  | 42.56.430 | 12      |       |
| 17   | Kinya Wada        | Honda     | 42.57.320 | 19      |       |
| 18   | Robin Appleyard   | Honda     | 43.03.464 | 21      |       |
| 19   | Flemming Kistrup  | Honda     | 43.11.220 | 34      |       |
| 20   | Manuel Herreros   | JJ Cobas  | 43.12.769 | 18      |       |
| 21   | Stefan Kurfiss    | Honda     | 43.22.444 | 30      |       |
| 22   | Jaime Mariano     | Honda     | 43.24.444 | 22      |       |
| 23   | Antonio Sánchez   | JJ Cobas  | 43.24.577 | 31      |       |
| 24   | Manuel Hernández  | Honda     | 43.37.498 | 35      |       |
| 25   | Hans Koopman      | Honda     | 43.37.619 | 26      |       |
| 26   | Luis-Miguel Reyes | Gazzaniga | 43.37.625 | 29      |       |

### Ritirati
| Pilota              | Moto    | Motivo | Griglia |
| ------------------- | ------- | ------ | ------- |
| Alessandro Gramigni | Aprilia |        | 10      |
| Bruno Casanova      | Honda   |        | 5       |
| Heinz Lüthi         | Honda   |        | 6       |
| Allan Scott         | Honda   |        | 14      |
| Domenico Brigaglia  | Honda   |        | 17      |
| Emilio Cuppini      | Honda   |        | 32      |
| Mike Leitner        | Honda   |        | 24      |
| Alfred Waibel       | Honda   |        | 25      |
| Hervé Duffard       | Honda   |        | 33      |
| Gabriele Debbia     | Aprilia |        | 20      |

### Non qualificati
| Pilota             | Moto    |
| ------------------ | ------- |
| Jean-Claude Selini | Honda   |
| Josef Fischer      | Rotax   |
| Hubert Abold       | Rotax   |
| Stefan Dörflinger  | Aprilia |
| Jos van Dongen     | Honda   |
| Bady Hassaine      | Honda   |
| Stuart Edwards     | Honda   |
| Peter Öttl         | Rotax   |
| Peter Galvin       | Honda   |
| Stefan Brägger     | Aprilia |
| Taru Rinne         | Honda   |
| Luis Alvaro        | Honda   |
| Paolo Priori       | Grossi  |
| Gabriele Gnani     | Gnani   |
| Javier Arumi       | Honda   |
| Bert Smit          | Honda   |
| Kris Galatowicz    | Honda   |

## Classe sidecar
L'equipaggio Egbert Streuer-Geral de Haas si aggiudica la gara, precedendo Alain Michel-Simon Birchall e Rolf Biland-Kurt Waltisperg. Si ritirano nelle prime fasi i leader del mondiale Steve Webster-Gavin Simmons.
In classifica ora, a tre gare dal termine, i primi sono molto ravvicinati: Webster è in testa con 136 punti davanti a Streuer a 135, Michel a 128 e Biland a 102.

### Arrivati al traguardo (posizioni a punti)[5]
| Pos | Pilota             | Passeggero       | Moto           | Tempo     | Punti |
| --- | ------------------ | ---------------- | -------------- | --------- | ----- |
| 1   | Egbert Streuer     | Geral de Haas    | LCR-Yamaha     | 40'17"045 | 20    |
| 2   | Alain Michel       | Simon Birchall   | LCR-Krauser    | +1"992    | 17    |
| 3   | Rolf Biland        | Kurt Waltisperg  | LCR-Krauser    | +2"343    | 15    |
| 4   | Alfred Zurbrügg    | Martin Zurbrügg  | LCR-Krauser    | +38"703   | 13    |
| 5   | Markus Egloff      | Urs Egloff       | SMS-Yamaha     | +43"994   | 11    |
| 6   | Masato Kumano      | Eckart Rösinger  | LCR-TEC        | +48"762   | 10    |
| 7   | Yoshisada Kumagaya | Brian Houghton   | LCR-JPX        |           | 9     |
| 8   | Fritz Stölzle      | Hubert Stölzle   | LCR-Krauser    |           | 8     |
| 9   | Paul Güdel         | Charly Güdel     | LCR-Yamaha     |           | 7     |
| 10  | Ralph Bohnhorst    | Thomas Böttcher  | LCR-Yamaha     |           | 6     |
| 11  | Billy Gällros      | Peter Berglund   | Streuer-Yamaha |           | 5     |
| 12  | Tony Baker         | Kevin Morgan     | LCR-Yamaha     |           | 4     |
| 13  | Kenny Howles       | Steve Pointer    | LCR-Krauser    |           | 3     |
| 14  | Klaus Klaffenböck  | Christian Parzer | LCR-Yamaha     |           | 2     |
| 15  | Hans Hügli         | Adolf Hänni      | LCR-Yamaha     |           | 1     |